# Marc Minkowski
Pour les articles homonymes, voir Minkowski.
Marc Minkowski (né à Paris le 4 octobre 1962) est un musicien et chef d'orchestre français. Il a été directeur général de l'opéra national de Bordeaux de 2015 à 2022.

## Biographie
Fils du professeur de médecine Alexandre Minkowski et de la traductrice Anne Wade (d'origine américaine et fille de la violoniste Edith Wade), Marc Minkowski commence sa carrière comme bassoniste, à la fois dans des orchestres modernes et dans des formations baroques comme Les Arts florissants, le Clemencic Consort de Vienne ou La Chapelle royale. Il commence très tôt sa carrière de chef d'orchestre en autodidacte, puis étudie avec Charles Bruck, à la Pierre Monteux Memorial School de Hancock, près de Boston, aux États-Unis (Maine).
En 1982, à l'âge de dix-neuf ans, il fonde les Musiciens du Louvre, qui deviendront en 1996 les Musiciens du Louvre Grenoble. Sa rencontre avec Michel Garcin, le fondateur d'Erato, sera décisive car elle lance sa carrière en lui ouvrant la voie du disque et par là même, la reconnaissance nationale et bientôt internationale. Son ensemble s’illustre d'abord dans le répertoire baroque, orchestral et lyrique, puis classique, romantique et moderne jusqu'à Igor Stravinsky. 
De 2008 à 2012, il est directeur musical du Sinfonia Varsovia.
De plus en plus proche de Bach, Marc Minkowski aborde pour la première fois les Passions en 2010 après avoir dirigé et enregistré la Messe en si mineur. Il a récemment dirigé les douze Symphonies londoniennes de Joseph Haydn au Konzerthaus de Vienne et à Salzbourg avec la Messe en ut mineur de Mozart.
Appréciant depuis une dizaine d'années l'île de Ré, en juin 2011, avec le soutien logistique de la maison de la culture La Maline sur l'île et de la scène nationale La Coursive à La Rochelle, il lance son propre festival après avoir consacré en 2010 un concert au profit de sinistrés de la tempête Xynthia.
En janvier 2013, il devient directeur artistique de la Semaine Mozart, festival administré depuis 1956 par la Stiftung Mozarteum (la Fondation Mozarteum de Salzbourg). À cette occasion, il dirige, entre autres, Lucio Silla de Mozart ainsi que la création mondiale de Swansong (2014) d'Arvo Pärt. Le 31 janvier 2017, il reçoit la Médaille d'or Mozart de Salzbourg.
À partir de juillet 2015, il réalise deux mandats comme directeur général de l'Opéra national de Bordeaux (ONBA). À la suite de quoi il annonce son intention de « créer à Bordeaux et dans la région Nouvelle-Aquitaine un festival unique dédié à des expériences musicales nouvelles ».

## Répertoire
D'abord anglais avec :
- Dido and Æneas , de Purcell : Plusieurs productions en scène comme au concert, dont le 6 septembre 1995, au Royal Albert Hall dans le cadre des Proms 59, avec une retransmission à la BBC. Avec Brett Polegato (en) (Aeneas), Linda Maguire (en) (Dido), Jacques François Loiseleur des Longchamps (Sorceress), Benjamin Butterfield (Sailor), Shari Saunders (Belinda), Meredith Hall (First Witch), Laura Pudwell (Spirit), Orchestre : Les Musiciens du Louvre, direction : Marc Minkowski[6].
- puis King Arthur de Purcell
- et The Fairy Queen, de Purcell

mais aussi très vite français :
- Phaéton et Acis et Galatée de Lully ;
- L'Europe galante de Campra ;
- Alcyone de Marin Marais ;
- Le Malade imaginaire de Marc-Antoine Charpentier H.495
- Les Amours de Ragonde de Mouret ;
- Titon et l'Aurore de Mondonville,
- Platée, Hippolyte et Aricie, Anacréon, Dardanus et Les Boréades de Rameau ;
- Alceste (son premier opéra en scène, 1989), Armide, Orphée et Iphigénie en Tauride de Gluck, etc.

ou italien :
- L'Orfeo de Monteverdi à Nancy,
- L'incoronazione di Poppea à Vienne et Aix-en-Provence

ou latin :
- Messe de Minuit H.9 de Marc-Antoine Charpentier
- Te Deum H.146 de Marc-Antoine Charpentier

Très rapidement, Haendel deviendra, au cours des années 1980-1990, le fer de lance de l'ensemble et du chef :
- Il trionfo del Tempo e del Disinganno[7],
- La resurrezione,
- Ariodante,
- Amadigi[8],
- Teseo[8],
- Agrippina
- Giulio Cesare in Egitto (Opéra d'Amsterdam avec David Daniels, Nathalie Stutzmann, Marijana Mijanovic, Christine Schäfer, Danielle de Niese, Joyce DiDonato, Magdalena Kozena ; Opéra de Paris avec David Daniels, Danielle de Niese, Anne Sofie von Otter, Bejun Mehta ; Opéra de Zurich avec Franco Fagioli, Cecilia Bartoli, Anna Bonitatibus)
- Tamerlano (Festival de Salzbourg, 2012, avec Placido Domingo, Bejun Mehta, Franco Fagioli, Julia Lezhneva, Marianne Crebassa et Michael Volle)
- Alcina (Staatsoper de Vienne, 2010),
- Hercules,
- Semele,
- Jephtha
- Belshazzar
- Messiah
- Israel in Egypt,
- Theodora,
- Acis and Galatea
- ainsi que Water Music, de nombreux concertos, motets (Dixit Dominus, Salve Regina…) et cantates (Delirio amoroso…)

De même qu'Offenbach :
- Orphée aux Enfers,
- La Belle Hélène,
- La Grande-duchesse de Gérolstein,
- Die Rheinnixen,
- Les Contes d'Hoffmann.

Plusieurs pages orchestrales, les 6 Sonates en symphonie de  Mondonville, Une symphonie imaginaire de Rameau, Les Éléments de Rebel et pour la première fois au disque, la version intégrale du Concerto pour violoncelle d’Offenbach avec Jérôme Pernoo.
Installés à Grenoble à partir de 1996, les Musiciens du Louvre sont associés à la MC2: Grenoble.
Rapidement, la carrière à l’opéra de Marc Minkowski se développe. Mozart y tient une place de choix : 
- Idomeneo en 1996 à l’Opéra de Paris,
- L'Enlèvement au sérail pour ses débuts au Festival de Salzbourg puis au Festival d'Aix-en-Provence,
- Les Noces de Figaro au Festival d'Aix-en-Provence, à Baden-Baden, à Tokyo et à Paris,
- La Flûte enchantée à Montpellier, Bochum et en 2005 à l’Opéra de Paris,
- Mithridate à Salzbourg,
- Così fan tutte à Salzbourg.

Dans son répertoire, les œuvres populaires,
- Carmen de Georges Bizet,
- La Chauve-Souris de Johann Strauss fils,
- Didon et Énée de Henry Purcell,
- Manon de Massenet,
- Les Contes d'Hoffmann de Jacques Offenbach,
- Roméo et Juliette de Gounod

voisinent toujours avec des trésors plus rares : 
- La Dame blanche de Boieldieu à l’Opéra-Comique,
- Le Domino noir d’Auber à La Fenice de Venise,
- La Favorite de Donizetti à Zurich,
- Robert le Diable de Meyerbeer dans sa nouvelle édition critique au Staatsoper de Berlin,
- Cendrillon de Massenet à l'Opéra des Flandres,
- un cycle Offenbach avec Laurent Pelly à Paris, Lyon, Genève et Lausanne,
- Pelléas et Mélisande de Debussy à Leipzig en version scénique, en concert pour le centenaire de l’œuvre à l’Opéra-Comique (2002) et pour la première fois sur scène en Russie (Moscou, juin 2007 dans une mise en scène d'Olivier Py).
- Les Huguenots de Meyerbeer dans une édition spécialement préparée pour le spectacle mis en scène par Olivier Py créé au Théâtre de La Monnaie de Bruxelles en 2011.
- Toujours avec Olivier Py, Hamlet d'Ambroise Thomas au Theater an der Wien en 2012.

Le répertoire symphonique occupe une part importante de son activité à la tête d'orchestres tels que le Mahler Chamber Orchestra, le Philharmonique de Berlin, l'Orchestre de Paris, le Los Angeles Philharmonic, le Mozarteum de Salzbourg ou la Staatskapelle de Dresde. Il entretient notamment une relation étroite avec le Chamber Orchestra of Europe, le Deutsches Symphonie-Orchester Berlin, et le Cleveland Orchestra.

## Directions
- octobre 2008 : La Cenerentola de Rossini au théâtre de La Monnaie à Bruxelles
- février-mars 2009 : Le nozze di Figaro au Théâtre des Champs-Élysées à Paris
- mars-avril 2009 : Die Feen (Les Fées) de Richard Wagner au Théâtre du Châtelet à Paris
- juillet 2009 : Idomeneo de Mozart au Festival d'Aix en Provence
- septembre 2009 : Mireille de Charles Gounod à l'Opéra Garnier
- décembre 2009 : Platée de Jean-Philippe Rameau à l'Opéra Garnier
- octobre 2010 : Roméo et Juliette de Charles Gounod à l'Opéra d'Amsterdam
- novembre 2010 : Alcina de George Frideric Handel au Staatsoper de Vienne
- juin 2011 : Les Huguenots de Giacomo Meyerbeer à La Monnaie de Bruxelles
- été 2011 : Così fan tutte de Wolfgang Amadeus Mozart au festival de Salzbourg
- septembre 2011 : Iphigénie en Aulide et Iphigénie en Tauride de Gluck à l'Opéra d'Amsterdam
- décembre 2011 : Halka de Stanisław Moniuszko à l'Opéra de Varsovie

## Distinctions et prix

### Distinction
- Chevalier de la Légion d'honneur
- Chevalier dans l'ordre national du Mérite
- Commandeur de l'ordre des Arts et des Lettres
- Médaille d'or Mozart de Salzbourg

### Prix
- 1988 : Prix XVIIe siècle pour l'enregistrement de Lully-Molière, les comédies ballets par les Musiciens du Louvre aux éditions Erato
- Entre autres prix, il reçoit en 2008 le prestigieux Masque d'Or de Moscou au titre du meilleur chef pour les représentations de Pelléas et Mélisande données au théâtre Stanislavsky dans une production d'Olivier Py (également Masque d'Or du meilleur spectacle lyrique).

## Discographie sélective
Marc Minkowski a réalisé de nombreux enregistrements pour Erato, ( Les Éléments de Jean-Féry Rebel) Deutsche Grammophon/Archiv Produktion (de), (Te deum et  Messe de Minuit  de Charpentier), EMI Classics et Virgin Classics avant de signer un contrat d'exclusivité avec le label français Naïve (L'Arlésienne de Bizet, la Messe en si mineur de Bach, un album Purcell-Haendel-Haydn dédié à Sainte-Cécile, l'intégrale de 12 Symphonies londoniennes de Haydn et l'intégrale des symphonies de Schubert.
- Boieldieu, La Dame blanche, avec Sylvie Brunet, Mireille Delunsch, Annick Massis, Laurent Naouri, Jean-Paul Fouchécourt, Rockwell Blake, Chœur de Radio France Ensemble Orchestral de Paris - EMI

- Gluck, Iphigénie en Tauride, avec Mireille Delunsch, Simon Keenlyside, Yann Beuron, Laurent Naouri, Alexia Cousin, Les Musiciens du Louvre - Deutsche Grammophon

- Gluck, Armide, avec Mireille Delunsch, Charles Workman, Laurent Naouri, Ewa Podleś, Françoise Masset, Nicole Heaston, Brett Polegato, Vincent Le Texier, Magdalena Kožená, Valérie Gabail, Les Musiciens du Louvre - Deutsche Grammophon
- Haendel, La Resurrezione HWV 47, avec Linda Maguire, Laurent Naouri, Jennifer Smith, Annick Massis, John Mark Ainsley, Les Musiciens du Louvre - Deutsche Grammophon
- Haendel, Le Messie, avec Lynne Dawson, Magdalena Kožená, Brian Asawa, John Mark Ainsley, Les Musiciens du Louvre - Archiv Produktion

- Lully, Acis et Galatée, avec Véronique Gens, Jean-Paul Fouchécourt, Howard Crook, Françoise Masset, Mireille Delunsch, Thierry Félix, Les Musiciens du Louvre - Deutsche Grammophon
- Lully, Phaëton, avec Howard Crook, Rachel Yakar, Jennifer Smith, Véronique Gens, Gérard Theruel, Jean-Paul Fouchécourt, Philippe Huttenlocher, Virginie Pochon, Jérôme Varnier, Florence Couderc, Les Musiciens du Louvre - Erato
- Mozart, Mitridate, re di Ponto, avec Michael Spyres, Cyrille Dubois, Julie Fuchs, Sabine Devieilhe, Paul-Antoine Benos-Djian, Elsa Dreisig, Adriana Bignani Lesca, Les Musiciens du Louvre - Erato
- Offenbach, Récital Von Otter : Anne Sofie von Otter chante Offenbach, les Musiciens du Louvre - Deutsche Grammophon
- Offenbach, Orphée aux enfers, avec Jennifer Smith, Natalie Dessay, Jean-Paul Fouchécourt, Yann Beuron, Steven Cole, Veronique Gens, Ewa Podles, Patricia Petibon , Laurent Naouri, Chœur et Orchestre de l'Opéra de Lyon - EMI
- Offenbach, La Belle Hélène, avec Felicity Lott, Yann Beuron, Michel Sénéchal, François Le Roux, Marie-Ange Todorovitch, Éric Huchet, Hjördis Thébault, Stéphanie d'Oustrac, Magali Léger, Les Musiciens du Louvre - Virgin Classics

- Rameau, Hippolyte et Aricie, avec Jean-Paul Fouchécourt, Véronique Gens, Bernarda Fink, Russell Smythe, Thérèse Feighan, Annick Massis, Laurent Naouri, Florence Katz, Luc Coadou, M. Hall, Monique Simon, Jean-Louis Georgel, K. Okada, S. Van Dyck, Jean-Louis Meunier, Jacques-François Loiseleur des Longchamps, Jérôme Varnier, l'Ensemble vocal Sagittarius et Les Musiciens du Louvre - Deutsche Grammophon Archiv (4458532, 1994)